# Manaure
Manaure fue el patriarca en jefe de la Nación Caquetía más poderosa de Venezuela, y escribió su nombre en la historia, al ser uno de los pocos monarcas indígenas (caciques) en América del Sur en negociar con la colonización española a principios del siglo XVI de quien heredan el nombre del Municipio Cacique Manaure (Falcón), en Venezuela.

## Biografía
Según las leyendas indígenas era una persona importante y valiente, que al obtener el Cargo de Cacique, se le fueron conferidos los poderes Jurídicos, Mágicos y Religiosos, era el único en ostentar el importante tipo de cacicazgo al estilo europeo.
Se dice que era transportado en hamacas o en andas por sirvientes de su propia tribu.
Un relato del poeta Juan de Castellanos en su libro poético (Elegías de varones ilustres de Indias) lo describe como:
Una personalidad avasallante, conducta intachable y poder desmedido "Fue Manaure varón de gran momento, de claro y sagaz entendimiento. Tuvo obras blandas, palabras bien medidas y ordenadas, en todas sus conquistas y demandas, temblaban de el las gentes alteradas... Nunca vido virtud que no loase ni pecado que no lo corrigiese, jamás palabra dió que la quebrase ni cosa prometió que no cumpliese".
Vivía en un poblado muy grande llamado Todariquiba, situado en las cercanías a orillas del río Mitare.

### Zonas territoriales
Su tribu gobernaba una extensa zona que abarcaba los sitios de :
- Estado Falcón
- Estado Lara
- Estado Yaracuy
- Estado Apure

Sus predios llegaron hasta las islas de :
- Aruba
- Curação
- Bonaire

### Llegada de los conquistadores
Manaure entró en contacto con los españoles hacia 1522-1523 por medio de sus Caciques Vasallos, quienes informaron a Gonzalo de Sevilla Agente del Gobernador de la naciente provincia, Juan Martín de Ampíes. Que en su momento se encontraban en Aruba, del interés en las negociaciones de paz para el acuerdo mutuo de las dos partes en la región.
Por medio de sus emisarios, Manaure estableció una alianza con Ampíes.
Ampíes tuvo que sufrir en carne propia, la venta de esclavos e indígenas entre mercaderes de Santo Domingo. En esta situación se encontraron 150 de los indígenas y algunos familiares de Manaure quienes fueron secuestrados, para ser vendidos como esclavos en el 1525. Gracias a las relaciones diplomáticas entre las partes, Ampíes logró rescatar junto a su agente, una buena suma de indígenas incluidos todos los familiares de Manaure.
Agradecido Manaure sello la alianza y posteriormente fue Bautizado por Ampíes con el nombre de "Martín" y así seguido de la Fundación de la Ciudad de Santa Ana de Coro el 26 de julio de 1527

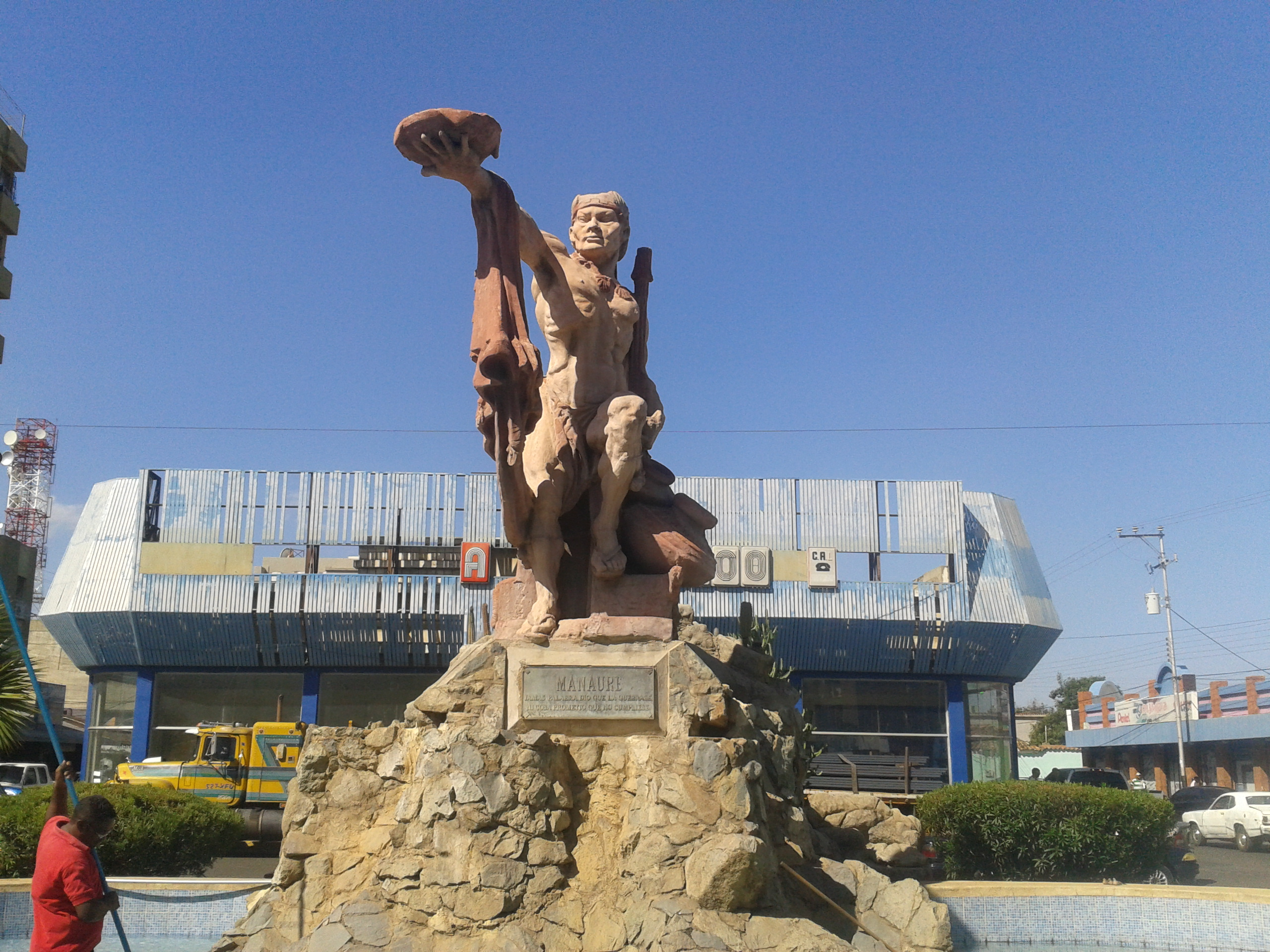
Indio Manaure (escultura)

Las buenas relaciones con los españoles pronto finalizarían...

### Comienzo de los problemas
En 1528, Carlos V, ante las enormes deudas que había contraído con los banqueros alemanes decidió cederles la administración de la provincia a (La Casa Welser de Augsburgo) quiénes hacia 1529 designarian a Ambrosio Alfinger que llegaría para Ocupar la Gobernación de la Provincia, persona que no tuvo respeto por la alianza ya existente. 
Posteriormente se inició una importante despoblación indígena en la provincia. 
En 1530 los alemanes se apoderan de canoas que eran propiedad de Manaure, quien al reclamarlas es encarcelado. Mientras que Ampíes fue expulsado y se le fue despojado de su cargo, posteriormente volvería a Curação. 
Tiempo después Manaure fue liberado y obligado a marcharse hacia unos (250-300 km) de Coro, refugiado con su familia.
Muere en 1549 en batalla contra los Conquistadores, en la que ahora es Ciudad de El Tocuyo.